# Willie Norwood
William Ray Norwood Sr. (ur. 15 sierpnia 1955 w Carson w Kalifornii), bardziej znany jako Willie Norwood – amerykański wykonawca muzyki gospel i soul, producent muzyczny oraz autor tekstów. Od wczesnych lat dzieciństwa zaangażowany w muzykę i śpiew, talent odziedziczył po rodzicach, którzy śpiewali w chórze. Jest ojcem znanych wykonawców R&B Ray J oraz Brandy. Swoją karierę zaczął w 1975 roku w szkolnym zespole muzycznym. 

## Dyskografia

### Albumy
- 2001: Bout It
- 2006: I Believe